# Johannes Beck
Johannes Beck (Vreeswijk, 1933. augusztus 11. – Amszterdam, 2012. július 2.) holland nemzetközi labdarúgó-játékvezető. Teljes neve Johannes (Jan) Frederik Beck.

## Pályafutása

### Nemzeti játékvezetés
Ellenőreinek, sportvezetőinek javaslatára lett az I. Liga játékvezetője. A nemzeti játékvezetéstől 1979-ben vonult vissza.

### Nemzetközi játékvezetés
A Holland labdarúgó-szövetség (KNVB) Játékvezető Bizottsága (JB) terjesztette fel nemzetközi játékvezetőnek, a Nemzetközi Labdarúgó-szövetség (FIFA) 1975-től tartotta nyilván bírói keretében. Több nemzetek közötti válogatott és klubmérkőzést vezetett, vagy működő társának partbíróként segített. A holland nemzetközi játékvezetők rangsorában, a világbajnokság-Európa-bajnokság sorrendjében többedmagával a 20. helyet foglalja el 2 találkozó szolgálatával. Az aktív nemzetközi játékvezetéstől 1979-ben búcsúzott.

#### Labdarúgó-világbajnokság
A világbajnoki döntőhöz vezető úton Argentínába a XI., az 1978-as labdarúgó-világbajnokságra a FIFA JB játékvezetőként alkalmazta.

##### 1978-as labdarúgó-világbajnokság

###### Selejtező mérkőzés
| Időpont         | Helyszín                     | Mérkőzés típusa           | Mérkőzés                 | Eredmény | Nézők száma |
| --------------- | ---------------------------- | ------------------------- | ------------------------ | -------- | ----------- |
| 1977. május 28. | Népstadion Stadion, Budapest | előselejtező (9. csoport) | Magyarország–Görögország | 3 : 0    | 75 000      |

#### Labdarúgó-Európa-bajnokság
Az európai-labdarúgó torna döntőjéhez vezető úton Jugoszláviába az V., az 1976-os labdarúgó-Európa-bajnokságra az UEFA JB játékvezetőként foglalkoztatta.

##### 1976-os labdarúgó-Európa-bajnokság

###### Selejtező mérkőzés
| Időpont         | Helyszín                         | Mérkőzés típusa           | Mérkőzés       | Eredmény | Nézők száma |
| --------------- | -------------------------------- | ------------------------- | -------------- | -------- | ----------- |
| 1978. május 24. | Idrætsparken Stadion, Koppenhága | előselejtező (1. csoport) | Dánia–Írország | 3 : 3    | 28 900      |

## Külső hivatkozások
- Johannes Beck. World Referee. [2012. október 7-i dátummal az eredetiből archiválva]. (Hozzáférés: 2011. április 21.)
- Johannes Beck. zerozerofootball.com. (Hozzáférés: 2011. április 21.)[halott link]
- Johannes Beck. scoreshelf.com. [2016. február 14-i dátummal az eredetiből archiválva]. (Hozzáférés: 2011. április 21.)